# Noga Alon
Noga Alon (en hebreo: נוגה אלון‎) (n. 1956) es un matemático israelí conocido por sus contribuciones en combinatoria e informática teórica, siendo autor de cientos de artículos.

## Educación
Alon es Baumritter Professor de Matemáticas y Ciencias de la Computación en la Universidad de Tel-Aviv, en Israel. Obtuvo su Ph.D. en Matemáticas en la Universidad Hebrea de Jerusalén en 1983 y ha sido desde entonces profesor visitante en varias instituciones de investigación, incluyendo el MIT, el Instituto de Estudios Avanzados de Princeton, IBM Almaden Research Center, Laboratorios Bell, Bellcore y Microsoft Research. Ha servido en los consejos editoriales de más de una docena de revistas científicas internacionales. 
Desde 2008 es redactor jefe de Random Structures and Algorithms. Ha hecho presentaciones en muchas conferencias, incluyendo el Congreso Europeo de Matemáticas de 1996 y el Congreso Internacional de Matemáticos de 1990 y de 2002. Es autor de un libro, y ha publicado más de cuatrocientos artículos científicos, la mayoría en combinatoria e informática teórica.
Alon es el principal fundador del Nullstellensatz combinatorial, el cual posee muchas aplicaciones en combinatoria y teoría de números.

## Premios
Alon ha recibido varios premios, entre los cuales se destacan:
- 1989 - Premio Erdős
- 1991 - Premio Feher
- 2000 - Premio Pólya
- 2001 - Premio Bruno Memorial
- 2005 - Premio Landau
- 2005 - Premio Gödel
- 2008 - Premio Israel en matemáticas.[1][2]
- 2024 - Premio Wolf en Matemática.[3]

Adicionalmente, Alon ha sido miembro de la Academia de Israel de Ciencias y Humanidades desde 1997.